# Иней (фильм)
«Иней» (англ. Frost) — кинофильм литовского режиссёра Шарунаса Бартаса о вооружённом конфликте на востоке Украины. Фильм снят в копродукции Литвы, Франции, Украины и Польши при поддержке Государственного агентства Украины по вопросам кино, Литовского киноцентра, телеканала ARTE (Франция) и Польского киноинститута.
В 2017 году лента была отобрана для участия в программе секции «Двухнедельник режиссёров» на 70-м Каннском международном кинофестивале. В июле 2017 году фильм участвовал в международной конкурсной программе 8-го Одесского международного кинофестиваля.

## Сюжет
Молодому литовцу Рокасу однажды выпадает неожиданная возможность побывать на Украине и увидеть — и понять — настоящую войну. Вместе с гуманитарным конвоем он направляется из Литвы на Украину, где судьба сводит его с двумя военными журналистами. Реальность оказывается гораздо более жестокой, чем романтические представления молодого литовца, бросая его в водоворот войны. Трио будет вынуждено преодолеть свои психологические границы и построить крепкие отношения. Они не согласны ни с чем, кроме своего желания быть там, где они есть, каждый по собственным причинам. На разрушенной в результате боевых действий территории Рокас находит свою настоящую любовь.

## В ролях
- Мантас Янчаускас — Рокас Вишняускас
- Лия Макнавичюте — Инга Яускайте
- Анджей Хыра — Андрей
- Ванесса Паради — Марианна, французская журналистка
- Борис Абрамов — военный журналист

## Восприятие
После показа в Каннах фильм был разгромлен кинокритиками со всего мира — рейтинг «Инея» на интернет-агрегаторе Rotten Tomatoes составляет 14 %. Не менее негативно картина была воспринята и на Украине — в прессе звучали высказывания «худший фильм Шарунаса Бартаса», «самый неудачный фильм международного конкурса Одесского кинофестиваля», «странный, ужасный и худший на этом ОМКФ».